# Баженова Марія Герасимівна
Баже́нова Марі́я Гера́симівна (псевдонім — Льом Маня; *14 липня 1906, присілок Удмуртський Лем, Дебьоський район — †1988, місто Іжевськ) — перша удмуртська жінка драматург.

## Життєпис
Марія Герасимівна закінчила Іжевський педагогічний технікум та Удмуртський державний педагогічний інститут. Працювала в школах присілку Пирогово та міста Іжевська. В 1920-ті роки в періодичних виданнях опублікувала декілька п'єс та розповідей. В 1929 році підписала заяву 6 письменників, яку пізніше назвали «Платформою шести», за що піддавалась критиці. В 1930-ті роки відійшла від літературної творчості.